# Kridttårnet
|  | Denne artikel omhandler fyrtårnet Kridttårnet, ikke at forveksle med militære krudttårne. |
Kridttårnet er et tidligere fyrtårn, der overvejende er opført med kalksten, og som står i Carlsberg Byen i København. Kridttårnet blev opført i 1883 i tilslutning til den dengang nye hovedindgang Stjerneporten.Bygningen ligger mellem Bønecke Hus og Maskincentralen.

## Historie
I 1882 fik J.C. Jacobsens bryggeri Carlsberg elektrisk lys, hvilket skete på et tidspunkt, hvor det endnu ikke var udbredt i København. Da bryggeriet lå på toppen af den høje Valby Bakke, blev det besluttet at kombinere vagtbygningen med et fyrtårn.
Fyrtårnet Kridttårnet blev opført i 1883 af P.C. Bønecke og var oprindeligt en del af en ny hovedindgang til bryggeriet. Hovedindgangen med navnet Stjerneporten var forbundet med Kridttårnet med en mur, der også var opført i kalksten. Over porten opsattes med gyldne bogstaver navnet Gamle Carlsberg, et navn bryggeriet havde fået kort for inden i stedet for det hidtidige Carlsberg, idet J.C. Jacobsens søn Carl Jacobsen som følge af en konflikt mellem dem havde etableret sit eget bryggeri under navnet Ny Carlsberg.
Fyrtårnet og vagtbygningen blev udlejet i 2009 og fungerede som kombineret bolig og atelier for en kunstner.
I 2017 blev bygningen udlejet til et internationalt miljø af kunstnere og aktivister, der skabte et non-profit kulturhus i bygningen.  
I december 2021 åbnede det schweiziske galleri von Bartha et gallerirum i kridttårnet. Galleriet viderefører hermed sin tradition for at bruge særprægede arkitektoniske rum til kunstudstilling.  

## Arkitektur
Fyrtårnet er opført i historicistisk stil, inspireret af middelalderlige fæstningstårnet. Det er opført i kalksten fra Stevns og står på en sokkel af granit.
Stjerneporten består at to granitsøjler, der er forbundet med en støbejernsbue med Gamle Carlsbergs navn i gyldne bogstaver. Øverst på buen er der en tolvtakket stjerne, et symbol J.C. Jacobsens benyttede som varemærke og for nylig havde registreret i det netop oprettede varemærkeregister. En række årstal, der repræsenterer nøglebegivenheder i bryggeriets historie, står som inskriptioner på søjlerne: 1847 for den første bryg, 1867 for bryggeriets brand, 1870 for bygningen af anneksbryggeriet og 1883 for opførelsen af porten.